# Aperturas Modernas de Ajedrez
Aperturas Modernas de Ajedrez (también conocido según sus siglas en inglés, MCO, Modern Chess Openings) es un importante libro de aperturas de ajedrez, publicado por primera vez en 1911 por los jugadores británicos Richard Griffith (1872–1955) y John Herbert White (1880–1920). Aunque Handbuch des Schachspiels de Paul Rudolf von Bilguer estaba más autorizado, se quedó obsoleto en los años 1930. MCO era popular entre los jugadores angloparlantes y continuó actualizándose durante el siglo XX, con 14 ediciones entre 1911 y 1999. Las primeras ediciones eran lo suficientemente pequeñas para guardarlas en un bolsillo (la primera edición tenía 190 páginas), pero las ediciones psoteriores crecieron y la 14.ª y más reciente versión es de 734 páginas.
Las primeras tres ediciones (1911, 1913 y 1916) fueron obra de Griffith y White, con una introducción de Henry Ernest Atkins. Las ediciones hasta 1946 continuaron siendo atribuidas a Griffith y White, con Philip Walsingham Sergeant y Maurice Edward Goldstein proporcionando revisiones a partir de la 4.ª edición de 1925. En 1939, Reuben Fine se convirtió en el primer Gran Maestro en editar MCO. Fine no pudo trabajar en las siguientes ediciones de MCO, con lo que en 1948 escribió Aperturas Prácticas de Ajedrez. Como Aperturas Prácticas de Ajedrez no fue revisado en ediciones posteriores, MCO continuó siendo la referencia de aperturas más popular en inglés.
El estadounidense Walter Korn trabajó de la 7.ª edición a la 13.ª, asumiendo la editorial con MCO-8 en 1952. Korn fue ayudado en algunas ediciones por Jack Collins, Larry Evans y Nick de Firmian. Las doce primeras ediciones utilizaban la Notación descriptiva para transcribir los movimientos y sólo a partir de MCO-13 de 1990 utilizó el estándar actual de la notación algebraica. La siguiente edición, MCO-14 de 1999, fue escrita y editada por de Firmian. La 15.ª edición es la más reciente, fue escrita de nuevo por de Firmian y se publicó en abril de 2008.

## Ediciones
| Edición | Año  | Autores |
| ------- | ---- | --- |
| 1.ª     | 1911 | Richard Griffith y John Herbert White, con una introducción de Henry Ernest Atkins                                                |
| 2.ª     | 1913 | Richard Griffith y John Herbert White, con una introducción de Henry Ernest Atkins                                                |
| 3.ª     | 1916 | Richard Griffith y John Herbert White                                                                                             |
| 4.ª     | 1925 | Richard Griffith y John Herbert White, completamente revisada por Richard Griffith, M. E. Goldstein y P. W. Sergeant              |
| 5.ª     | 1932 | Richard Griffith y John Herbert White, completamente revisada por Richard Griffith, M. E. Goldstein y P. W. Sergeant              |
| 6.ª     | 1939 | Richard Griffith y John Herbert White, completamente revisada por Reuben Fine, Richard Griffith y P. W. Sergeant                  |
| 7.ª     | 1946 | Richard Griffith y John Herbert White, completamente revisada por Walter Korn con la edición de Richard Griffith y P. W. Sergeant |
| 8.ª     | 1952 | editada y completamente revisada por Walter Korn                                                                                  |
| 9.ª     | 1957 | completamente revisada por Walter Korn y John W. Collins                                                                          |
| 10.ª    | 1965 | completamente revisada por Larry Evans bajo la editorial de Walter Korn                                                           |
| 11.ª    | 1972 | Walter Korn |
| 12.ª    | 1982 | Walter Korn |
| 13.ª    | 1990 | Walter Korn, revisada por Nick de Firmian                                                                                         |
| 14.ª    | 1999 | completamente revisada por Nick de Firmian                                                                                        |
| 15.ª    | 2008 | completamente revisada por Nick de Firmian                                                                                        |